# Bebukottak
A Bebukottak 1984-ben, a tököli börtönben forgatott film, fiatal gyilkosokról szól, akiket interjúszerűen meghallgatnak. A filmet az első vetítés után  betiltották, és csak 1989-ben mutathatták be újra.
Magyarországon négyszer vetítette a televízió, először az M1 1991. augusztus 30-án, a Kapos TV 1996. február 9-én, az M2 2000. február 8-án és 2001. november 15-én, később pedig a Duna TV 2016. március 15-én. A filmnek 2014-ben készült folytatása Káin gyermekei címmel, ahol megkeresték az egykori szereplőket. Az öt szereplőből csak négyet találtak meg, de az időlimit miatt csak három szereplő börtön utáni élete szerepel a filmben.

## Történet
A filmben öt főszereplő van, akik mesélnek életükről, és hogy „miért buktak be”.